# 道格拉斯·福特

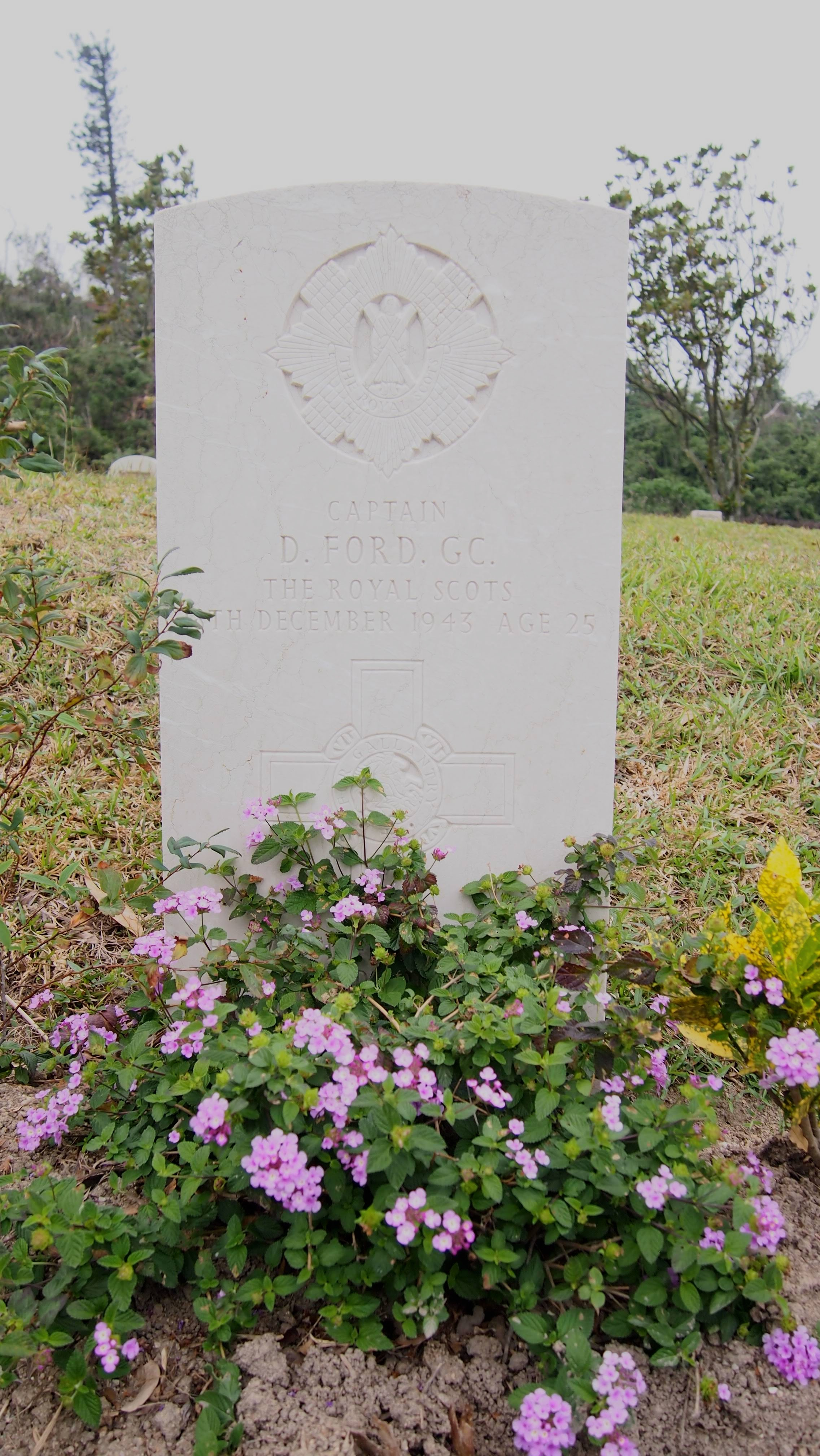
道格拉斯·福特之墓

道格拉斯·福特上尉，GC（1918年9月18日—1943年12月18日），英國軍官，二戰期間服役於皇家蘇格蘭兵團，曾參與香港保衛戰。香港淪陷後，他被日方拘禁於深水埗戰俘營。被拘禁期間，福特在營內秘密策劃逃走計劃，結果遭日方揭發並於1943年12月18日被處決。 1946年，英國政府以因其英勇無畏行為向他追授喬治十字勳章。

## 早年生活
福特於1918年9月出生於蘇格蘭加拉希爾斯，是道格拉斯·福特（Douglas Ford）和瑪嘉烈·福特（Margaret Ford）的兒子，弟弟詹姆斯·艾倫·福特（James Allan Ford，1920年－2009年）是一名作家，二戰時於皇家蘇格蘭兵團擔任少尉。福特早年就學於愛丁堡皇家高中。在學期間，他熱衷體育運動，尤其擅長橄欖球和板球，更於1936年成為校隊隊長。中學畢業後，福特負笈愛丁堡大學修讀會計學，並於在學期間加入大學軍官訓練團。二戰爆發時，年僅20歲的福特應募加入皇家蘇格蘭兵團並被派至第二營服役，然後被派駐香港，參與香港保衛戰。

## 二戰遭遇
香港保衛戰期間，福特曾奉命任皇家蘇格蘭兵團第二營（下稱「蘇格蘭營」）的通訊官，於金山與日軍交戰，期間他利用野戰電話與英軍炮兵保持緊密聯絡:80:49。至12月19日，福特率領蘇格蘭營B連由聶高信山南部聯同蘇格蘭營營部人員以及溫尼柏榴彈兵團第一營之營部人員反攻黃泥涌峽，但以失敗告終，最終撤退回聶高信山:113。12月25日，港督楊慕琦宣布投降，但日軍仍繼續開火，福特遂與蘇格蘭營營長懷特（S.E.H.E. White）等人越過灣仔峽防線與日軍會面，向他們傳達英軍投降的訊息:262。
香港淪陷後，福特與其弟弟隨即被日方被囚禁於深水埗戰俘營。被拘留期間，他暗中與英國特工取得聯絡，並在營內策劃逃走計劃。 然而，日方發現與英國特工往來的信件與無線電裝置後，隨即將福特等涉事被拘留者囚禁於赤柱監獄。日軍對他施以酷刑，但福特仍然拒絕供出任何同謀。1943年12月18日，福特與與另外兩名主謀皇家空軍上校紐臨（Lance Newnham）和米杜息士團中尉赫克托·格雷（Hector Gray）在大浪灣被槍決。
身後，英廷以福特在戰俘營中冒著極大的生命危險策劃逃走計劃，而且面對日軍嚴刑拷問仍然沒有供出同伴的事蹟，認為他有著無比勇氣與奉獻精神，向他追贈喬治十字勳章。此外，赤柱軍人墳場亦立有福特上尉的墓碑。
他的弟弟詹姆斯在戰爭中倖存。他根據福特的經歷寫了一部小說，名為《逃亡的季節》（Season of Escape），後來詹姆斯憑該作品獲得了弗雷德里克·尼文獎（Frederick Niven Award）。